# Малодубровное
Малодубро́вное — деревня в Половинском районе Курганской области, входит в состав Сумкинского сельсовета.

## География
Находится на 48 км автодороги Курган-Половинное. Расстояние до областного центра — 49 км, до районного — 40 км, до центра сельского поселения — 5 км.

## История
Название деревни происходит от названия местности «Дубровская дача». По словарю Даля, дубрава — это чистый лесок (дубняк, березняк, осинник). При переделе земли «лесные, колочные» участки, где хорошо родился хлеб, оценивались первым сортом и назывались «землёй дубровной».
В середине ΧΙΧ века деревня Малодубровное (Мало-Дубровная Саломатовской волости Курганского округа Тобольской губернии) представляла собой составную общину из сибиряков и переселенцев. Переселенцы пришли сюда в 1859 году из Вязовской волости Великолукского уезда Псковской губернии «на своём отчёте» (то есть без помощи казны). Единственной льготой для них было право бесплатно пасти скот и лошадей на тех землях, через которые проезжали.
Деревня входила в приход Иоанно-Богословской церкви села Спорновского (ныне село Спорное Варгашинского района). Ежегодно 9 мая в селении был установлен съездной праздник в день перенесения мощей Святителя Николая. Значительную часть населения составляли старообрядцы(«двоедане»). По сведениям 1889 г. в деревне в доме старообрядческого попа имелась часовня. В одной половине дома жил настоятель старообрядческой общины, а в другой был устроен молитвенный дом с иконостасом и древними иконами, на столе лежало множество старопечатных и рукописных книг.

## Население
| 1989 | 2002 | 2010 |
| ---- | ---- | ---- |
| 269  | ↘243 | ↘147 |

## Экономика и инфраструктура
В селе находится продовольственный магазин, обеспечивающий продукцией жителей. Ученики обучаются в Сумкинской средней школе. В 7 км от деревни находится железнодорожная станция. В 0,5 км от деревни проходит автодорога Курган-Половинное, на которой находится автобусная остановка, через которую осуществляется ежедневное автобусное сообщение с районным и областным центрами.

## Природа
С западной стороны к селу подходит озеро.